# Hal Jackson
Harold Baron „Hal“ Jackson (* 3. November 1915 in Charleston, South Carolina; † 23. Mai 2012) war ein US-amerikanischer Radiomoderator, der sich vielfach erfolgreich gegen Rassendiskriminierung einsetzte.

## Leben
Hal Jackson, mit sieben Jahren Waise, wuchs bei Verwandten in Washington, D.C., auf. Als Student der Howard University berichtete er als erster Afroamerikaner im Radio über Football- und Basketballspiele. 1939 war er der erste afroamerikanische Radiomoderator, als er für WINX in Washington die Show The Bronze Review mit Gästen leitete. Bald hatte er mehrere Sendungen bei verschiedenen Radiostationen, die sich um Sport und Musik (insbesondere R&B) drehten. Im Frühjahr und Sommer 1949 moderierte Jackson auch eine Varieté-Fernsehshow aus dem Howard Theater in Washington.
1954 zog Jackson nach New York. Auch hier moderierte er Musiksendungen bei verschiedenen Radiosendern, unter anderem eine Jazz- und eine R&B-Sendung. Ende der 1950er-Jahre wurde er zusammen mit anderen verdächtigt, Geld von Plattenfirmen genommen zu haben, um deren Singles häufiger zu spielen (Payola-Skandal). Er wurde entlassen und schlug sich als Gebäudereiniger durch. Nachdem die Anklage zurückgewiesen worden war, konnte Jackson wieder als Moderator arbeiten.
Nach kurzer Zeit in Philadelphia kehrte er nach New York zurück. Neben seinen Radioshows präsentierte Jackson Konzerte u. a. im Central Park. Ende der 1960er-Jahre organisierte er den Wettbewerb Miss Black Teen America für afroamerikanische Mädchen, die vom Miss-America-Wettbewerb ausgeschlossen waren. 1971 beteiligte er sich an der Inner City Broadcasting Corporation (ICBC), der die ersten Radiosender im Besitz von Afroamerikanern gehörten. Seit 1984 moderierte er die Sunday Morning Classics, eine erfolgreiche Oldie-Radioshow.

## Auszeichnungen
- 1990: Aufnahme in die Broadcasters Hall of Fame
- 1995: National Radio Hall of Fame
- 2001: Aufnahme in die Broadcasting and Cable Hall of Fame
- 2003: Pioneer Award der Rhythm and Blues Foundation